# Jenny Staley
Jennifer Staley, detta Jenny (Melbourne, 3 marzo 1934 – Fuengirola, 15 febbraio 2024), è stata una tennista australiana.

## Biografia
Jennifer Staley nacque a Melbourne il 3 marzo 1934.
Durante la sua carriera giunse in finale nel singolare all'Australasian Championships nel 1954 perdendo contro Thelma Long in due set (6-3, 6-4). L'anno successivo venne fermata in semifinale da Beryl Penrose poi vincitrice della competizione. Anni dopo, nel 1956, giunse ai quarti di finale alle Internazionali di Francia perdendo contro Angela Mortimer.
Nel doppio giunse in semifinale all'Australian Championships del 1955, in coppia con Mary Carter perdendo contro Nell Hall e Gwen Thiele.
Morì a Fuengirola il 15 febbraio 2024, due settimane prima di compiere 90 anni.